# Alexandre Kozyr
Alexandre Kozyr (en russe : Козырь Александрҙ Фомич) est un producteur de cinéma et réalisateur soviétique russe. Il a codirigé avec Mikhaïl Karioukov le film de science-fiction L'Appel du ciel.

## Filmographie
réalisateur
- 1957 : Loin et Proche[1] ( Dalekoe i blizkoe) coréalisé avec Nikolaï Konstantinovitch Makarenko (ru)
- 1959 : L'Appel du ciel (Nebo zovyot) (coréalisé avec Mikhaïl Karioukov)

producteur
- 1956 : La Mère